# Муниципальное образование «Тургеневка»
Муниципальное образование «Тургеневка» — муниципальное образование со статусом сельского поселения в 
Баяндаевском районе Иркутской области России. Административный центр — Тургеневка.

## Демография
По результатам Всероссийской переписи населения 2010 года 
численность населения муниципального образования составила 505 человек, в том числе 251 мужчина и 254 женщины.

## Населенные пункты
В состав муниципального образования входят населенные пункты
- Тургеневка[2]